# Ecbolium barlerioides
Ecbolium barlerioides là một loài thực vật có hoa trong họ Ô rô. Loài này được (S.Moore) Lindau mô tả khoa học đầu tiên năm 1894.